# Rothschildia uruapana
Rothschildia uruapana är en fjärilsart som beskrevs av Hoffmann 1942. Rothschildia uruapana ingår i släktet Rothschildia och familjen påfågelsspinnare. Inga underarter finns listade.